# Liste der Monuments historiques in Congy
Die Liste der Monuments historiques in Congy führt die Monuments historiques in der französischen Gemeinde Congy auf.

## Liste der Immobilien
| Bezeichnung          | Beschreibung        | Standort                    | Kennzeichnung | Schutzstatus | Datum | Bild           |
| -------------------- | ------------------- | --------------------------- | ------------- | ------------ | ----- | -------------- |
| Menhir Pierre-Fritte | aus dem Neolithikum | südöstlich des Ortes (Lage) | PA00078672    | Classé       | 1889  | weitere Bilder |

## Liste der Objekte
| Bezeichnung                        | Beschreibung | Standort                     | Kennzeichnung | Schutzstatus | Datum | Bild |
| ---------------------------------- | --- | ---------------------------- | ------------- | ------------ | ----- | ---- |
| Gemälde Pfingstwunder              | Ölfarbe auf Leinwand, 17. Jahrhundert                                                                                | in der Kirche St-Rémy (Lage) | PM51002808    | Inscrit      | 1978  |      |
| Skulptur eines Bischofs            | Holz, 17. Jahrhundert; aus der Kirche St-Médard in Fèrebrianges                                                      | in der Kirche St-Rémy (Lage) | PM51002803    | Inscrit      | 1978  |      |
| Skulptur Paulus                    | Holz, 17. Jahrhundert; aus der Kirche St-Médard in Fèrebrianges, im Pfarrhaus deponiert                              | in der Kirche St-Rémy (Lage) | PM51002805    | Inscrit      | 1978  |      |
| Kronleuchter                       | Bronze, 19. Jahrhundert                                                                                              | in der Kirche St-Rémy (Lage) | PM51002809    | Inscrit      | 1978  |      |
| Skulptur eines Engels mit Trompete | Holz, 18. Jahrhundert; 1995 gestohlen                                                                                | in der Kirche St-Rémy (Lage) | PM51002810    | Inscrit      | 1978  |      |
| Ziborium (1)                       | Silber, zwischen 1819 und 1838                                                                                       | in der Kirche St-Rémy (Lage) | PM51003626    | Inscrit      | 1994  |      |
| Kirchenfenster                     | aus dem 16. Jahrhundert                                                                                              | in der Kirche St-Rémy (Lage) | PM51000303    | Classé       | 1979  |      |
| Skulptur Petrus                    | Holz, 17. Jahrhundert; aus der Kirche St-Médard in Fèrebrianges, im Pfarrhaus deponiert                              | in der Kirche St-Rémy (Lage) | PM51002804    | Inscrit      | 1978  |      |
| Gemälde Heiliger Remigius          | Ölfarbe auf Leinwand, vergoldeter Holzrahmen, 18. Jahrhundert                                                        | in der Kirche St-Rémy (Lage) | PM51002807    | Inscrit      | 1978  |      |
| Skulptur Heiliger Remigius         | Stein, farbig gefasst, Anfang des 16. Jahrhunderts; aus der Kirche St-Médard in Fèrebrianges, im Pfarrhaus deponiert | in der Kirche St-Rémy (Lage) | PM51002806    | Inscrit      | 1978  |      |
| Ziborium (2)                       | Silber, zwischen 1798 und 1809, von Louis Tassin                                                                     | in der Kirche St-Rémy (Lage) | PM51003625    | Inscrit      | 1994  |      |